# 星の観察館満天星
星の観察館「満天星」（ほしのかんさつかん「まんてんぼし」）は、日本の石川県鳳珠郡能登町上町にある天体施設。

## 概要
能登町柳田植物公園に隣接している。施設内にはプラネタリウムや、石川県の中で最大の望遠鏡を備えている。
プラネタリウムは五藤光学研究所の光学式PANDORAとデジタル式VertuariumXが設置されている。
天文台には60cm反射望遠鏡、15cm屈折望遠鏡、10cm屈折望遠鏡が設置されている。
自身の望遠鏡で発見した小惑星の写真なども展示しており、パソコンで星の勉強ができる設備や、星に関する図書館も併設している。星に関するグッズも販売している。

## 貸切プラネタリウム
貸切のプラネタリウムを2種類行っている。
・プライベートプラネタリウム
30分間プラネタリウムを貸切にして、お好みのプログラムをカスタマイズできる。
例)誕生日の星空を映し出す、南半球の星空を映し出す、プラネタリウムで記念撮影　など
・プラネタリウムの星空を撮影しよう!!
50分間プラネタリウムを貸切にして、プラネタリウムの星空の撮影を行う。
カメラは館にあるものを使える。カメラ持ち込みもOK。

## 満天星で発見された小惑星
満天星で発見された小惑星は、2010年6月21日時点で次の4個である。大きさはどれも十数キロと考えられている。
- （20625）Noto

発見: 1999年10月9日、命名登録: 2001年5月9日、公転周期: 5.04年
満天星で発見し、最初に登録された小惑星である。Notoは能登半島の能登から命名された。
アメリカの天文学者パーシバル・ローウェルが北陸・能登を旅して書いた旅行記「NOTO-能登・人に知られる日本の辺境」にちなんだ命名でもある。
- （49702）Koikeda

発見: 1999年11月4日、命名登録: 2003年5月1日、公転周期: 3.51年
金沢で長年石川県の天文教育普及に努めてきた小池田忠蔵・洋子夫妻にちなみ、その功績を讃えて命名された。
- （73782）Yanagida

発見: 1994年10月15日、命名登録: 2004年9月29日、公転周期: 4.23年
満天星のある旧柳田村（現能登町）からの命名である。
- （91890）Kiriko　Matsuri

発見: 1999年11月4日、命名登録: 2006年2月23日、公転周期: 5.18年
町村合併の年に命名権が得られたので町内から名前を募集したところ、祭りにちなんだ提案が多かったため「きりこ祭り」という名前に決定した。
※ 出典:

## 熟睡プラ寝たリウム
日本プラ寝たリウム学会が主催するプラネタリウム実施中に睡眠可能なイベント。明石市立天文科学館では自分の枕の持ち込みも可能で、一睡もしなかった人には「完徹証明書」、眠った人には「熟睡証明書」が贈られた。
- 第1回（2011年11月23日） - 明石市立天文科学館だけで実施。
- 第2回（2012年11月23日） - 明石市立天文科学館（兵庫県明石市）、星の観察館満天星（石川県能登町）、パレットおおさき（宮城県大崎市）、リナシティかのや（鹿児島県鹿屋市）の4館で行われた。